# Шулейкін Василь Володимирович
Васи́ль Володи́мирович Шуле́йкін (* 13 (1) січня 1895, Москва — † 25 квітня 1979, Москва) — геофізик радянських часів, доктор наук — 1923, 1946 — академік АН СРСР, двічі кавалер ордена Леніна — 1949, 1953, лауреат Державної премії СРСР 1942 року, нагороджений орденом Жовтневої Революції, орденом Червоної Зірки −1945, орденом Трудового Червоного Прапора — 1945, та медалями. Один із засновників радянської школи фізики моря, член-кореспондент АН СРСР — 1929, 1946 — академік АН СРСР, професор Ярославського університету.

## Життєпис
Його батько дослужився до посади технічного директора невеличної хімічно-красильної фабрики, помер 1915 року.
В 1912 році закінчує Московське реальне училище Бажанова, 1917-го — Московське вище технічне училище, за фахом — інженер-енергетик. Серед його учителів були професори Микола Жуковський та Петро Лазарєв. Першу дослідницьку роботу здійснив 1916 року — по електричних випрямлювачах. Як свідчить його лист до професора історії Дмитра Яворницького у Катеринослав, датований листопадом 1916 року, молодий учений у цей час заходився розробляти один з варіантів проекту утилізації енергії води на Дніпрових порогах. Цікавився детальними планами порожистої частини Дніпра задля проектування гідроелектростанцій.
З 1918 року викладає в училищі, яке закінчив, у 1923—1929 — його професор — за курсом «електрика та магнетизм». Працював в установах АН СРСР.
Плавав на севастопольському буксирному пароплаві «Ай-Фока» по Чорному морю 1921 року, результати досліджень опублікував в статті «Про колір моря».
1922 року брав участь у експедиції в Білому, Баренцевому та Карському морях на гідрографічному судні «Пахтусов». Був учасником багатьох експедицій Морського наукового інституту, Гідрографічного управління, Гідрометслужби — як старший спеціаліст, помічник начальника, начальник експедиції — в полярних морях (від Шпіцбергена до моря Лаптєвих), Китайському, Середземному, Червоному, Чорному морях, Індійському та Тихому океанах.
У 1923 році захистив докторську дисертацію.
Брав участь в обладнанні «Персея», на якому плавав у 1924, 1926, 1928 та 1930 роках.
1927 року здійснював серію робіт — хвилемірних, досліджував випаровування та теплообмін, з теорії корабля — на борту пароплава «Трансбалт» — під час рейсу з Євпаторії до Владивостока.
З 1928 року за сумісництвом читав лекції у Московському державному університеті.
1929 року обраний членом-кореспондентом АН СРСР — за рекомендацією Абрама Йоффе та Олександра Ферсмана.
Був організатором та директором Чорноморської гідрофізичної станції (першої у світі) в Кацівелі (Крим) з 1929 по 1941 рік, Заснував 1942 року Морську гідрофізичну дабораторію АН СРСР.
У 1930 році брав участь в організації Московського гідрометеорологічного інституту.
1932 року взяв участь у полярній експедиції на пароплаві «Таймир» — у Баренцевому, Білому, Карському морях та морі Лаптєвих.
1938 року винайшов методику дослідження хвиль у так званому «штормовому басейні». У 1953 басейн для таких досліджень побудований у Чорноморському відділенні Морського гідрофізичного інституту АН СРСР.
Під час нацистсько-радянської війни як офіцер Військово-Морського Флоту перебував у діючій армії, доброволець, з серпня 1941 по серпень 1945, 1942—1945 — гідрографічна служба. Перебував в блокадному Ленінграді, на півночі, Білому морі. Брав участь у створенні льодових переправ — Ладозька «дорога життя», переправи в прибережних районах північних морів. Капітан 1-го рангу, звільнений у запас з правом носити морську військову форму.
У серпні 1945 року призначений начальником кафедри Військово-морської академії кораблебудування та озброєння.
Завідував заснованою ним кафедрою фізики Московського державного університету. Протягом 1947—1950 років був начальником Головної гідрометеослужби РМ СРСР.
1950 року повернувся на основну роботу до Академії наук СРСР .
З 1948 по 1957 рік був директором ним організованого Морського гідрофізичного інституту АН СРСР, в 1957—1959 роках керує Міжвідомчою атлантичною експедицією.
1953 року за проектом Шулейкіна в Кацівелі створюється великий штормовий басейн кінематики та динаміки для вивчення вітрових хвиль. Результати дослідів були опрацьовані в монографії «Теорія морських хвиль». Дані щодо інфразвуку засекретили.
В 1957 та 1959 роках плавав з науковою метою на експедиційному гідрографічному судні «Сєдов».
1958 року заснував групу для дослідницьких робіт при АН СРСР.
У 1959—1975 роках працював у Морському гідрофізичному інституті АН УРСР.
Його праці стосуються динаміки морських течій і хвиль, електричних та магнітних явищ, тропічних ураганів, теорії вітрових хвиль, теорії взаємодії Світового океану, атмосфери та материків.
Теоретично та практично займався вирішенням питання про колір моря, досліджував питання припливів Білого моря та довів його значення як резонатора.
Винайшов понад 20 морських дослідницьких приладів.
Його науковий доробок складає понад 400 книг, навчальних посібників, статей. Зокрема, це:
- «Фізика моря», монографія, 1936 — перший том, 1938 — другий том, 1942 — Державна премія СРСР, 4-е видання випущене 1968 року,
- «Короткий курс фізики»,
- «Нариси про фізику моря».

Похований на Новодівочому кладовищі в Москві.

## Особисте
Писав вірші, малював, часто доповнював поезії та рукописи власними малюнками. Грав на роялі та скрипці, писав камерну та симфонічну музику, яку виконували на концертах, написав симфонію «Степова». Диригував виконанням своєї сюїти «Лірники», яку присвятив Запорозькій Січі. Київські солісти виконували його твори по радіо. В одній зі своїх наукових праць писав: «У співі хвиль чую мелодії українського хору…»
Вийшла друком його книга-сповідь «Дні прожиті».